# Trigonella coerulescens
Trigonella coerulescens là một loài thực vật có hoa trong họ Đậu. Loài này được (M.Bieb.) Halacsy miêu tả khoa học đầu tiên.